# 中国—奥地利关系
中国—奥地利关系（德語：Sino-Österreichische Beziehung），是指歷史上的中國與奧地利，以至現在中華人民共和國與奧地利共和國之間的雙邊關係。

## 歷史

### 1780年代至1960年代

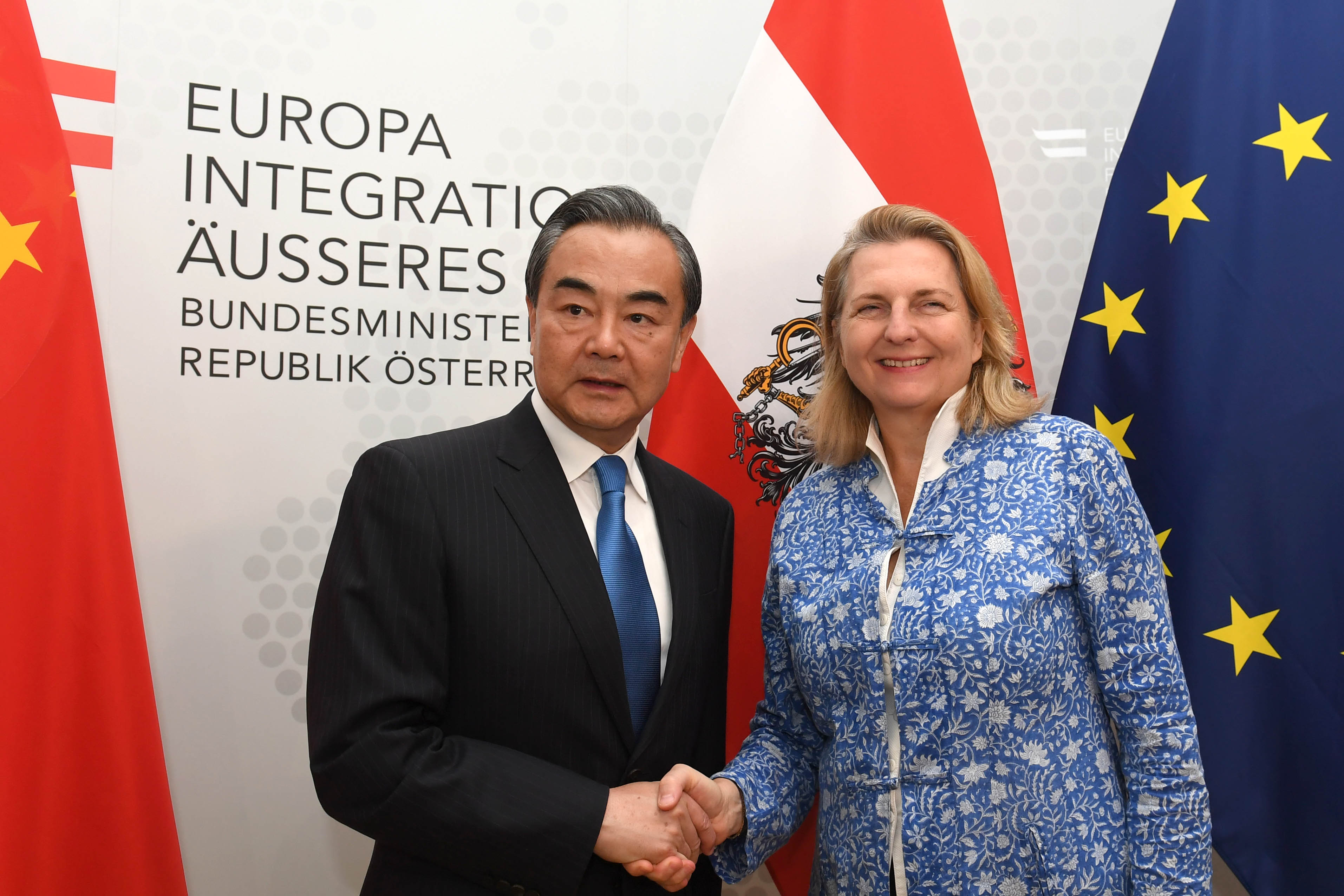
2018年4月9日奥地利外交部长卡琳·克奈斯爾陪同總統來訪北京人民大會堂，同年7月5日中國外交部長王毅回訪維也納，與克奈斯爾合照（本圖）。

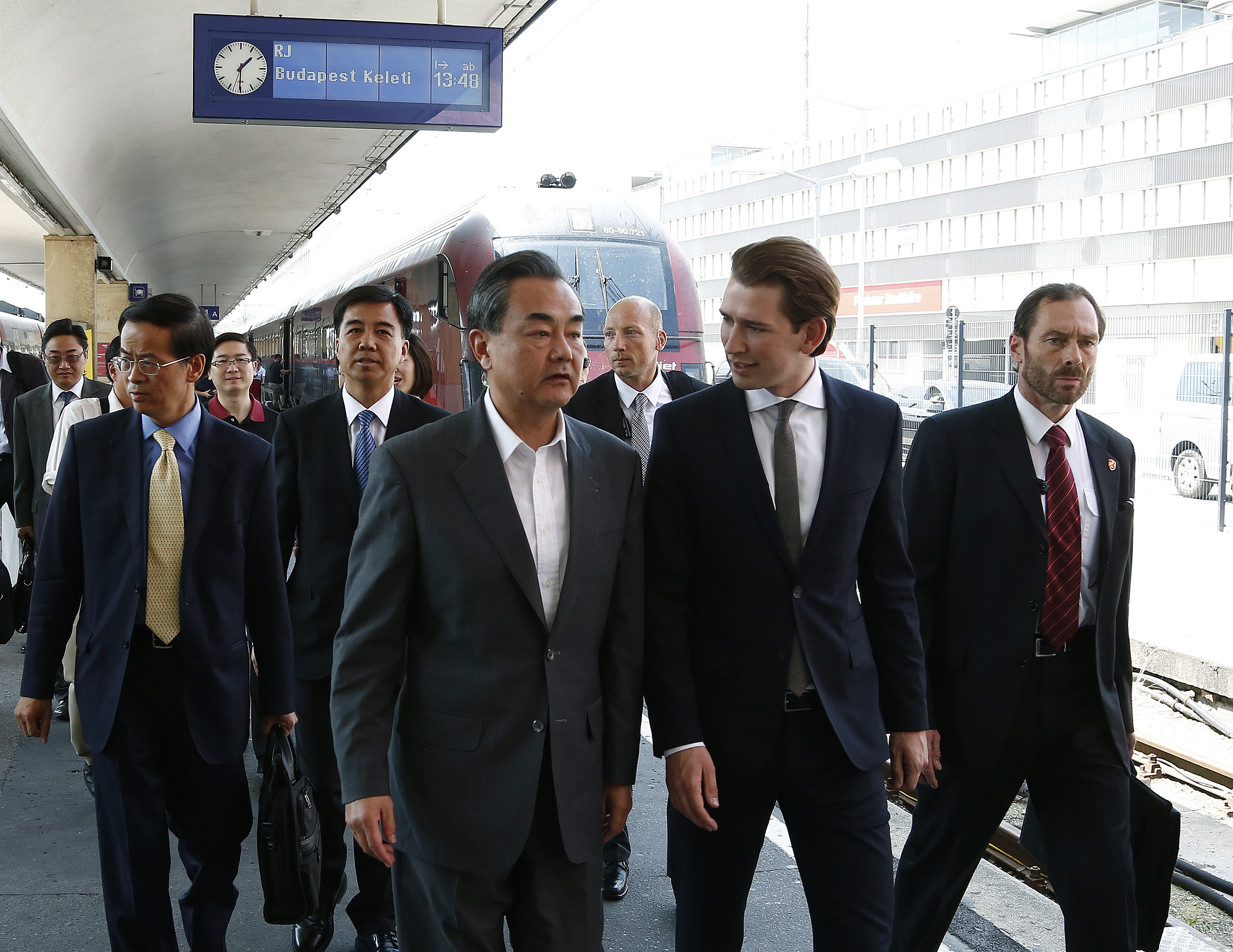
中國外交部長王毅與奧地利外交部長塞巴斯蒂安·库尔茨在維也納西站月台，2015年7月12日

奧地利與中國的首次貿易交往始於1781年。於1869年，奧匈帝國和清朝締結條約，建立外交關係，並於1871年正式執行。1881年，清朝開始向奧匈帝國派駐欽差大臣，首任為李凤苞，於1881年4月5日獲任命。起初，駐奧匈帝國欽差大臣一職為兼職，至1902年起改為專使。而奧匈帝國則在1896年起於北京設立公使館，公使館原址現為中国国际问题研究院的所在地。1900年八國聯軍之役期間，奧匈帝國為參戰國之一。
奧匈帝國於1913年10月6日承認中華民國，中華民國當時派出之唯一一任駐奧匈帝國之公使名為沈瑞麟。1917年，因中華民國在第一次世界大戰中加入協約國，向身為同盟國的奧匈帝國宣戰，中奧斷交，直至奧地利第一共和國於1920年建國後兩國方重新建立外交關係。
1938年，納粹德國吞併奧地利，中華民國與奧地利再度斷交。第二次世界大戰後，中華民國和奧地利曾短暫互設公使館。1949年中華人民共和國建國後，奧地利駐中華民國公使館閉館。翌年，中華民國駐奧地利公使館亦閉館。但中華民國與奧地利之外交關係在此時並沒有中斷，直至1971年5月28日中華人民共和國和奧地利建交為止。
1964年，中華人民共和國和奧地利簽訂換文，互設商务代表处。

### 1970年代至今
1971年5月28日，中華人民共和國和奧地利共和國建立大使級外交關係。兩國在同年九月起開始互派大使。
自中華人民共和國和奧地利建交以來，兩國關系呈現良好發展勢頭，各領域合作發展加快。1985年9月，時任奥地利总统鲁道夫·基希施莱格成為首位訪華的奧地利國家元首。在1993年4月，時任奧地利總理弗朗茨·弗拉尼茨基成為首位訪華的奧地利政府首腦。中國方面，1994年6月，時任中華人民共和國國務院總理的李鵬訪問奧地利，成為首位訪奧的中國總理。1999年3月，時任中共中央總書記兼中國國家主席的江澤民對奧地利進行國事訪問，成為首位訪問奧地利的中國最高領導人。
2007年9月20日，時任奧地利總理阿爾弗雷德·古森鮑爾會見達賴喇嘛，以致中奧關係一度緊張。在2008年5月2日，古森鮑爾總理會見時任中國駐奧地利大使吳懇時表示，奧地利重視發展對華關係，堅持一個中國原則，承認台灣和西藏都是中國領土的一部分，兩國關係才回復正常。2021年5月28日，中共中央总书记兼中国国家主席习近平同奥地利总统范德贝伦就中奥建交50周年互致贺电，国务院总理李克强同奥地利总理库尔茨互致贺电。

## 經貿關係
- 中國出口到奥地利的产品[13]
- 奥地利出口到中國的产品[14]

1972年10月，中華人民共和國和奧地利共和國簽訂《贸易和支付协定》，將兩國之民間貿易關係提升至政府间贸易关系。
於2013年，中奧進出口總額為70.6849億美元，其中中國出口奧地利為20.3818億美元，奧地利出口中國為50.3031億美元。

## 文化關係
自1998年起，中國中央民族樂團每年都在维也纳金色大厅举办“新春音乐会”，中国交响乐团亦曾經應邀赴奧演出。而维也纳施特劳斯乐团、維也納少年合唱團、維也納爱樂樂團和维也纳国家歌剧院等亦曾經访华。1999年，中國中央電視台及奧地利廣播集團在北京故宫博物院午门联合举办音乐家舞台文艺晚会，中國、奧地利、德國和瑞士近千名藝術家參加演出，由四國電視台實況轉播。
2001年11月，中奧兩國簽訂文化合作協議。
奧地利曾兩度將2006年和2011年定為中國年。
中國在奧地利設立了兩間孔子學院，分別位處维也纳大学及格拉茨大学。

## 外部連結
- 中华人民共和国驻奥地利共和国大使馆官方网站（简体中文）（德文）
  - 中华人民共和国驻奥地利共和国大使馆经济商务处官方网站（简体中文）
- 奧地利駐華大使館官方網站（简体中文）（德文）（蒙古文）